# Vinko Grdan
Vinko Grdan (Đurđevac, 22. siječnja 1900. – Beograd, 1980.)  je hrvatski i srpski slikar, jedan od osnivača grupe Zemlja.
Rođen je u Đurđevcu u obitelji trgovca Karla Grdana i Kate r. Patačko. Nakon što je 1917. u Zagrebu maturirao, učio je slikarstvo na tadašnjoj Privremenoj višoj školi za umjetnost i umjetni obrt ( današnja zagrebačka Likovna Akademija) u klasi Ljube Babića. Zajedno s njim studirali su Đuro Tiljak, Oton Postružnik, Leo Junek i Ivan Tabaković, njegovi budući sudruzi iz grupe Zemlja. 
Na likovnoj sceni pojavljuje se 1926., kad sudjeluje na velikoj skupnoj Grafičkoj izložbi u Salonu Ulrich zajedno sa; Antunom Augustinčićem, Omerom Mujadžićem, Ivanom Pećnikom, Otonom Postružnikom i Ivanom Tabakovićem. Nakon toga sudjeluje na izložbama grupe Zemlja.
1927. dobio je posao kao nastavnik u Užicu ( Srbija), kasnije se prebacio u Beograd na Višu pedagošku školu. Nakon rata dobio je mjesto profesora crtanja, slikarstva i kompozicije na novootvorenoj Akademiji primenjene umetnosti u Beogradu. (1948.). Od 1959. – 1965. bio je dekan na Akademiji. 
Slikarstvo Vinka Grdana ispočetka je bilo nabijeno socijalnim temama, da bi kasnije postalo intimističko i kolorističko.

## Važnije izložbe u Hrvatskoj
- Retrospektiva (1929. – 1979.) : Galerija Koprivnica, 1. lipnja - 2. srpnja 1979.

## Vanjske poveznice
- Đurđevečki slikar Vinko Grdan